# Schreckhorn
Lo Schreckhorn (4.078 m s.l.m.) è una montagna svizzera delle Alpi Bernesi. Si trova nel Canton Berna.

## Caratteristiche

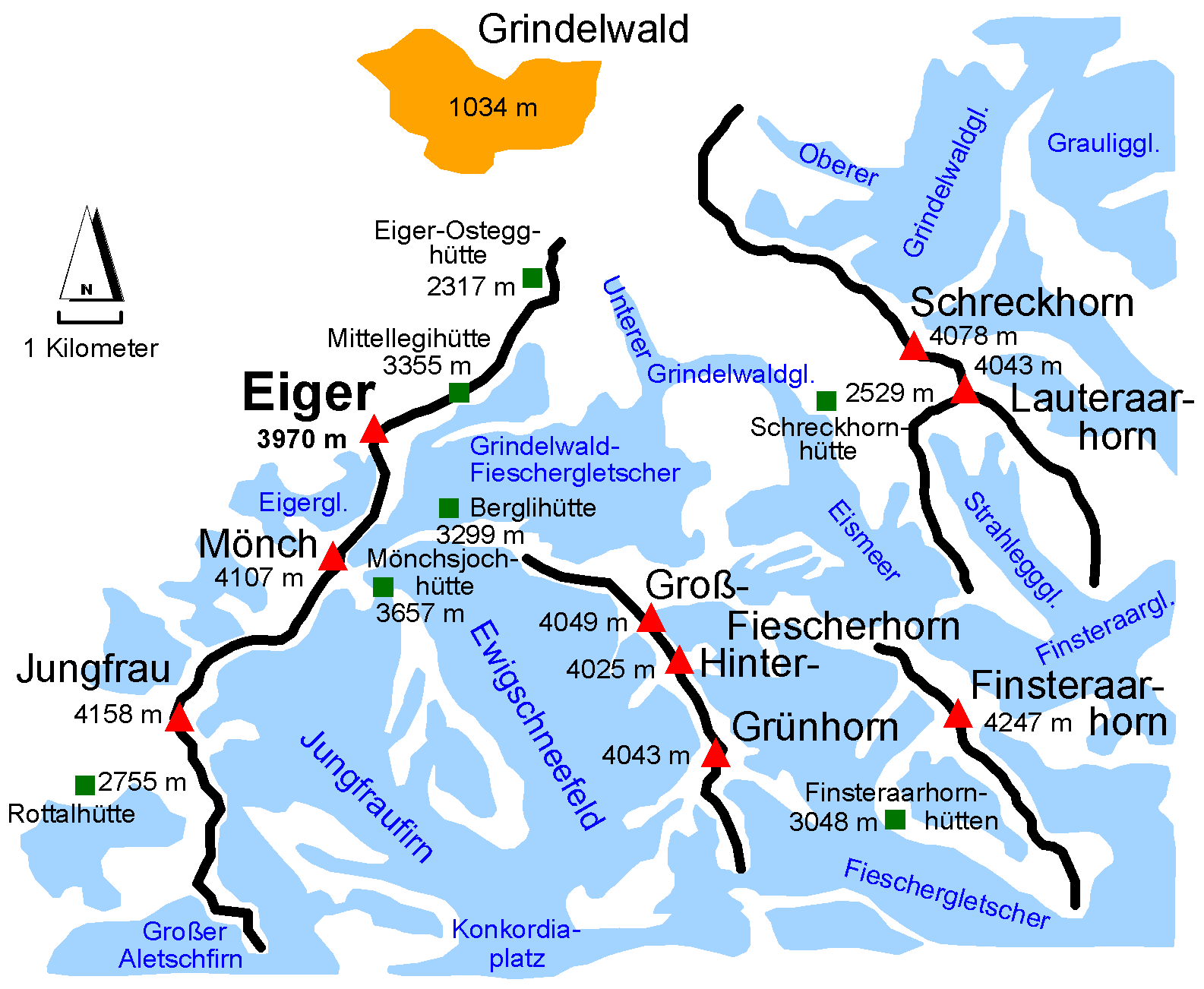
Cartina schematica di parte delle Alpi Bernesi con indicato il monte.

Lo Schreckhorn è il 4000 delle Alpi collocato più a nord.
Si trova a circa 10 km a sud-est di Grindelwald nella parte orientale delle Alpi Bernesi.
È contornato da grandi ghiacciai. A nord scendono l'Oberer Grindelwaldgletscher e l'Untere Grindelwaldgletscher. A nord prendono forma i rami del Aargletscher.
Poco più a sud del monte vi è il Lauteraarhorn.
Dal punto di vista geologico fa parte del Massiccio AAR.
Il monte è evocato da Friedrich Schiller nel Guglielmo Tell (verso n. 628); inoltre è citato da Heinrich von Kleist in una lettera alla sorella.

## Ascesa alla vetta

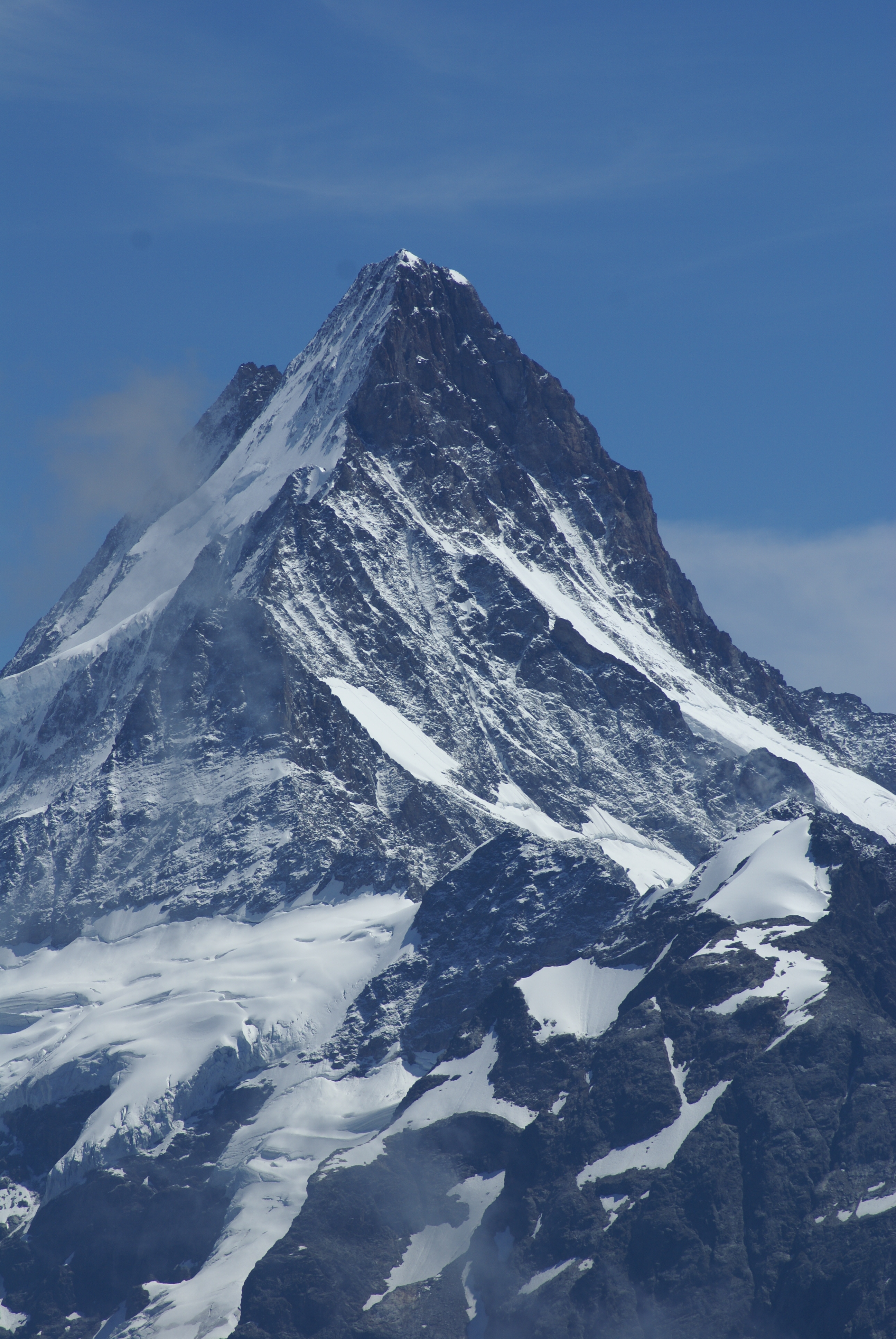
La montagna vista dal Faulhorn con la sua cresta nord-ovest.

La vetta fu conquistata per la prima volta il 16 agosto 1861 da Peter Michel, Leslie Stephen, Ulrich Kaufmann e Chr. Michel.
Pur non essendo la più alta delle Alpi Bernesi è considerata la più difficile da scalare. La via normale di salita parte dalla Schreckhornhütte (2.524 m), rifugio raggiungibile da Grindelwald (1.034 m). Si tratta di risalire la cresta sud-ovest della montagna. La via nel suo complesso è valutata AD+.